# Qinggang
Der Kreis Qinggang (chinesisch 青冈县, Pinyin Qīnggāng Xiàn) ist ein Kreis im Nordosten der Volksrepublik China. Er gehört zum Verwaltungsgebiet der bezirksfreien Stadt Suihua in der Provinz Heilongjiang. Er hat eine Fläche von 2.681 km² und zählt 287.557 Einwohner (Stand: Zensus 2020). Sein Hauptort ist die Großgemeinde Qinggang (青冈镇).

## Administrative Gliederung
Auf Gemeindeebene setzt sich der Kreis aus sechs Großgemeinden und neun Gemeinden zusammen. 